# Infinity Coast Tower
L'Infinity Coast Tower est un gratte-ciel en construction à Balneario Camboriu au Brésil. Il s'élèvera à 238 mètres. Elle est la plus haute tour du Brésil et a été terminé en 2019. 